# Шахта «Белицкая»
Шахта «Белицкая» — угольная шахта в городе Белицкое (Украина). Входит в состав государственного объединения «Добропольеуголь».

## История
В 1932—1933 годах на хутор Белицкий прибыли первые геологи из Юзовки, которые открыли большие залежи каменного угля. Планировалось строительство шахты и города, но из-за начавшейся в 1941 году войны эти планы были отложены. В 1951 году был утверждён проект строительства шахты с рабочим посёлком на 15 000 человек.
В 1953 году началось строительство посёлка.
В декабре 1959 года строители на год раньше срока сдали в эксплуатацию шахту «Белицкая», названную по просьбе трудящихся, «Шахтой имени XXI съезда КПСС».
В декабре 1961 года при шахте была открыта фабрика, которую назвали «Октябрьская».
В 1963 году, на три года раньше срока, шахта имени XXI съезда КПСС освоила проектную мощность.
В 2024 году шахта и служебные постройки были взорваны украинскими войсками при отступлении в процессе вторжения России на территорию Украины. Российское руководство заявило, что планирует восстановить работу шахты и рабочие места для горняков.

## Описание
ГОАО Шахта «Белицкая» входит в состав государственного объединения «Добропольеуголь»
Проектная мощность 1 200 000 тонн угля в год. Фактическая добыча в 2003 году составила 677 тыс. т.
Шахтное поле вскрыто пятью вертикальными стволами. Протяженность подземных выработок 10,2 / 8,3 км (1990/1999). В 1999 году разрабатывались пласты m2, l8 мощностью 0,6—1,2 м, углы падения 6—10.
Шахта сверхкатегорийная по содержанию метана. Пласт l8 начиная с глубины 400 метров является угрожающим по внезапным выбросам угольной пыли и породы; угольная пыль пластов взрывоопасна.
Количество очистных забоев — два (1999), подготовительных — девять (1999).
Численность работающих: 3028/1772/1906 человек, в том числе под землёй 2271 / … / 1204 чел. (1990/1999/2003).